# France Bevk
France Bevk, noto anche con lo pseudonimo di Pavle Sedmak (Zakojca, 17 settembre 1890 – Lubiana, 17 settembre 1970), è stato uno scrittore, poeta e traduttore sloveno.

## Biografia
Bevk nacque nel paesino montano di Coizza (Zakojca) presso Circhina nella Contea di Gorizia e Gradisca nell'allora Impero austro-ungarico (ora in Slovenia). Frequentò la scuola a Kranj, Capodistria e Gorizia e divenne insegnante in varie scuole di lingua slovena nel Litorale Austriaco. Durante la prima guerra mondiale prestò servizio come soldato nel fronte orientale. Per un breve periodo, frequentò la scuola militare in Ungheria.
Dopo la guerra lavorò per diversi giornali di Lubiana. Nel 1920 si trasferì a Gorizia dedicandosi all'attivismo politico e culturale nella Venezia Giulia, entrata a far parte del Regno d'Italia. Con la salita al potere del partito fascista fu accusato di "attività sovversive" e nel 1935 dovette lasciare la Venezia Giulia e trasferirsi a Lubiana, nel Regno di Jugoslavia. Durante la sua permanenza nella città venne in contatto con la numerosa comunità di esuli dalla Venezia Giulia stringendo amicizia con figure quali il pittore Zoran Mušič, lo scrittore Vladimir Bartol, l'attivista politico e autore Lavo Čermelj, il critico letterario Josip Vidmar e lo storico dell'arte France Stele.
Dopo che l'asse invase la Jugoslavia nell'aprile del 1941, Bevk fu imprigionato dalle autorità di occupazione italiane per il suo aperto atteggiamento antifascista. Finita la seconda guerra mondiale si trasferì a Trieste per un breve periodo, e dopo tornò a Lubiana.
Nel 1953 divenne un membro dell'Accademia slovena delle scienze e delle arti. Ricevette il premio Prešeren, il più prestigioso premio per la carriera artistica in Slovenia, due volte, nel 1949 e nel 1954. Morì a Lubiana il giorno del suo ottantesimo compleanno.

## Lavoro
Bevk cominciò a scrivere all'età di sedici anni con l'incoraggiamento dell'influente redattrice femminista Zofka Kveder. Nei suoi primi poemi fu influenzato dalla poetica vitalista di Oton Župančič e Maurice Maeterlinck. Dopo l'esperienza della prima guerra mondiale, si avvicinò all'espressionismo cristiano che rappresenta una delle più forti correnti letterarie ed artistiche in Slovenia nel periodo tra le due guerre. Alcuni dei più talentuosi rappresentanti di questa corrente, come i poeti Joža Lovrenčič e Ivan Pregelj, venivano dalla stessa regione natale di Bevk, ovvero dal Goriziano.
Inizialmente, Bevk seguì il loro esempio, spostandosi successivamente verso il realismo. Divenne noto negli anni trenta con i suoi racconti che descrivevano la lotta del popolo sloveno della Venezia Giulia per mantenere la loro identità contro l'italianizzazione fascista.
Il suo più famoso lavoro è il racconto "Il Cappellano Martin Čedermac", in cui descrive le lotte interne di un prete cattolico nella regione più occidentale d'insediamento sloveno, conosciuta con il come di Slavia veneta. Il racconto fu pubblicato nel 1938 sotto lo pseudonimo Pavle Sedmak dalla prestigiosa casa editrice “Slovenska matica” e divenne un best seller. Il termine Čedermac è ancora usato in sloveno come riferimento al clero nella Venezia Giulia che difese l'identità slovena sotto il regime fascista italiano.
Dopo Bevk si dedicò largamente alla letteratura per bambini. Fu un autore assai prolifico: quando fu fatta una sua bibliografia completa in occasione del suo settantesimo compleanno si stabilì che Bevk aveva scritto più di 100 libri..

## Lascito
Sebbene Bevk sia omaggiato come l'autore del popolare racconto "Cappellano Martin Čedermac", egli è più spesso ricordato come autore di letteratura per bambini. La libreria regionale di Nova Gorica è intitolata a suo nome come anche la piazza al centro della città.

## Opere

### Poesie
- Pesmi (Poemi) (1921)
- Smeh skozi solze (Sorriso attraverso le lacrime) (1959)

### Lavori
- Faraon (Faraone) (1922)
- Rablji (I giustizieri) (1923)
- Suženj demona (Schiavo del demonio) (1925)
- Kajn (Caino) (1925) (drama)
- Smrt pred hišo (La morte davanti a casa) (1925), ripubblicato nel 1934 come Ljudje pod Osojnikom (La gente sotto l'Osojnik)
- Muka gospe Vere (Il tormento della signora Vera) (1925)
- Julijan Sever (1926)
- Beg pred senco (La fuga davanti all'ombra) (1926)
- Hiša v strugi (La casa nel greto) (1927)
- Jakec in njegova ljubezen (Jakec e il suo amore) (1927)
- Kresna noč (La notte del fuoco) [of the Summer Solstice] (1927) (romanzo storico)
- Krvavi jezdeci (I cavalieri insanguinati), (1927), parte 1 della trilogia Znamenja na nebu (Segni nel cielo)
- Vihar (Tempesta) (1928)
- Krivda (Colpa) (1929)
- Škorpijoni zemlje (Gli scorpioni della terra), (1929), parte 2 della trilogia Znamenja na nebu
- V zablodah (Nelle delusioni) (1929; riscritto col titolo Zablode (Delusioni) nel 1963)
- Mati (Madre) (1929)
- Črni bratje in sestre (Fratelli e sorelle nere), (1929), part 3 della trilogia Znamenja na nebu
- Gospodična Irma (La signorina Irma) (1930)
- Mrtvi se vračajo (I morti ritornano) (1930)
- Kamnarjev Jurij (Jurij Kamnar) (1930)
- Vedomec (Spirito) (1930)
- Človek proti človeku (Uomo contro uomo) (1930)
- Umirajoči bog Triglav (Il morente dio Tricorno) (1930, 1960)
- Burkež gospoda Viterga (Il pagliaccio del signor Viterg) (1931)
- Stražni ognji (Fuochi di guardia) (1931)
- In sonce je obstalo (E il sole si fermò) (1931, published in book form in 1963)
- Železna kača (Serpente di ferro) (1932)
- Žerjavi (Gru) (1932)
- Veliki Tomaž (Il grande Tomaž) (1932)
- Dedič (L'erede) (1933)
- Gmajna (La radura) (1933)
- Človek brez krinke (L'uomo senza maschera) (1934; reissued with the title Brez krinke (Without a Mask) in 1960)
- Huda ura (L'ora cattiva) (1934)
- Ubogi zlodej (Povero diavolo) (1934)
- Samote (Solitudini) (1935)
- V mestu gorijo luči (Nella città splendono le luci) (1936)
- Srebrniki (Le monete d'argento) (1936)
- Začudene oči (Occhi sorpresi) (1936)
- Kaplan Martin Čedermac (Il vicario Martin Čedermac) (1938)
- Pravica do življenja (Diritto di vivere) (1939)
- Dan se je nagibal (Il giorno sta arrivando) (1939)
- Domačija (Casa) (1939; pubblicato come libro nel 1960)
- Mlada njiva (Campo giovane) (1940)
- Med dvema vojnama (Tra le due guerre) (1946)
- Novele (Novelle) (1947)
- Obračun (Il conto) (1950)
- Še bo kdaj pomlad (La primavera tornerà) (1950) (film script)
- Pot v svobodo (Strada verso la libertà) (1953)
- Tuja kri (Sangue straniero) (1954)
- Krivi računi (Calcoli sbagliati) (1956)
- Črna srajca (Camicia nera) (1956)
- Iskra pod pepelom (Una scintilla sotto la cenere)(1956)
- Viharnik (L'albero della tempesta) (1957)
- Mrak za rešetkami (Il buio dietro gli infissi) (1958)
- Slepa ulica (Vicolo cieco) (1961)

### Narrativa giovanile
- Tatič (Il piccolo ladro) (1916-1917)
- Jagoda (Fragola) (1930)
- Lukec in njegov škorec (Il piccolo Luka e il suo storno) (1931)
- Lukec išče očeta (Little Luka Looks for Father) (1932)
- Kozorog (Lo stambecco) (1933)
- Tovariša (Due compagni) (1934)
- Pastirci (Pastorelli) (1935)
- Pestrna (La tata) (1939)
- Tonček (1948)
- Mali upornik (Il piccolo ribelle) (1951)
- Črni bratje (I fratelli neri) (1952)
- Razbojnik Saladin (Il bandito Saladin) (1959)
- Učiteljica Breda (La maestra Breda) (1963)
- Iz iskre požar (Incendio da una scintilla) (1963)